# Computer Science Network
CSNET (ang. Computer Science Network) – sieć stworzona w 1981 roku dla naukowców uniwersyteckich niemających połączenia z ARPANET. W 1983 roku powstała brama pomiędzy ARPANET, a CSNET.
Sieć rozwijana przez The National Science Foundation - NSF. Inaczej niż ARPANET, nie był to projekt wojskowy. Był on otwarty dla każdego podmiotu zajmującego się telekomunikacją, które mogło podołać kosztom nabycia i utrzymania samego sprzętu oraz połączenia. Do CSNETU przyłączano zarówno uniwersytety, jak i przedsiębiorstwa oraz instytucje rządowe. Głównym ograniczeniem był zakaz komercyjnego wykorzystania sieci.   